# Tour of Qinghai Lake
Die Tour of Qinghai Lake (chinesisch 环青海湖国际公路自行车赛, Pinyin Huán Qīnghǎihú Guójì Gōnglù Zìxíngchē Sài) ist ein chinesisches Straßenradrennen.
Das Etappenrennen führt, meist über neun Tagesabschnitte, durch die chinesische Provinz Qinghai. Fixpunkt ist dabei der Qinghai-See, der immer wieder angesteuert wird. Die erste Austragung fand 2002 statt. Seit Einführung der UCI Asia Tour im Jahre 2005 ist die Rundfahrt Teil dieser Rennserie und in die höchste Kategorie 2.HC eingestuft. Die Top-Fahrer Asiens streiten sich hier meist mit jungen Talenten aus Europa um den Sieg. Die Tour of Qinghai Lake ist für ihren besonders hohen Verlauf bekannt. Meist führen die Etappen auf über 2000 m Höhe. Die fünfte Etappe 2011 von Xihaizhen nach Mole (Qilian) führte auf 3869 m wobei der tiefste Punkt auf der letzten Etappe mit 1520 m erreicht wurde.
Bisher konnte noch kein Radfahrer die Tour zwei Mal gewinnen. Ebenso wenig konnte ein Fahrer aus einem deutschsprachigen Land die Rundfahrt für sich entscheiden.

## Sieger
- 2021  Zhishan Zhang
- 2020 abgesagt wegen COVID-19
- 2019  Robinson Chalapud
- 2018  Hernan Aguirre
- 2017  Jonathan Monsalve
- 2016  Serhij Lahkuti
- 2015  Radoslav Rogina
- 2014  Ilja Dawidenok
- 2013  Mirsamad Pourseyedi
- 2012  Hossein Alīzādeh
- 2011  Gregor Gazvoda
- 2010  Hossein Askari
- 2009  Andrei Misurow
- 2008  Tyler Hamilton
- 2007  Gabriele Missaglia
- 2006  Maarten Tjallingii
- 2005  Martin Mareš
- 2004  Ryan Cox
- 2003  Damiano Cunego
- 2002  Tom Danielson